# Banc d'Anglaterra

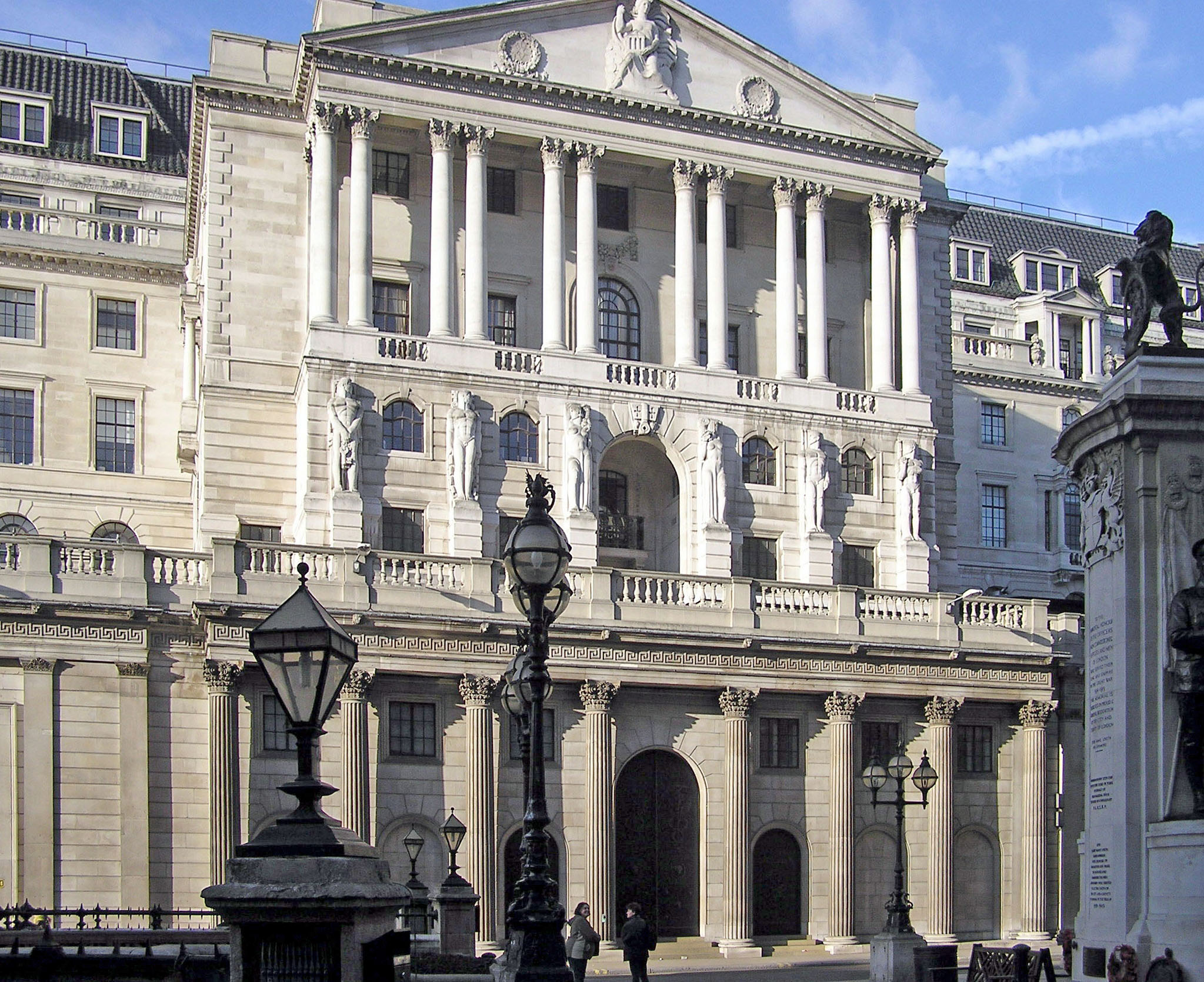
La seu principal del Banc d'Anglaterra, edifici dissenyat per John Soane.

El Banc d'Anglaterra (en anglès, Governor and Company of the Bank of England) és el banc central del Regne Unit, i és l'encarregat de dictar la política monetària del país a través del seu Comitè de Política Monetària. Va ser creat el 1694 per a funcionar com el banc oficial del Govern del Regne Unit, i aquesta és encara és una de les seves funcions. És també l'encarregat d'emetre i controlar la circulació de la lliura esterlina. La seva seu està situada a Londres, al carrer Threadneedle, motiu pel qual de vegades se li denomina popularment com The Old Lady of Threadneedle Street o The Old Lady. L'actual governador del Banc d'Anglaterra és Andrew Bailey, que va rellevar Mark Carney en 2020. Pertany al Sistema Europeu de Bancs Centrals si bé, com el Regne Unit no ha adoptat l'euro, no ha cedit les seves competències en matèria de política monetària al Banc Central Europeu.
És membre del Comitè de Basilea.